# 德铁-奥铁欧城列车
德铁-奥铁欧城列车（德語：DB-ÖBB EuroCity）是运行于德国南部城市慕尼黑经由奥地利因斯布鲁克至意大利若干城市间一系列欧城列车班次所使用的名称，由德国铁路（DB）及奥地利联邦铁路（ÖBB）自2009年起共同经营，并在意大利境内由意大利铁路参与合作管理。列车每日双向对开6班，其中2班终到维罗纳、2班终到博洛尼亚、1班终到威尼斯以及1班终到因斯布鲁克。列车在慕尼黑－维罗纳间纵贯慕尼黑－罗森海姆铁路、罗森海姆－库夫施泰因铁路、下因河河谷铁路和布伦纳铁路运行，并穿越布伦纳山口，全长446公里，最短运行耗时为5小时25分。

## 历史

### 既往史

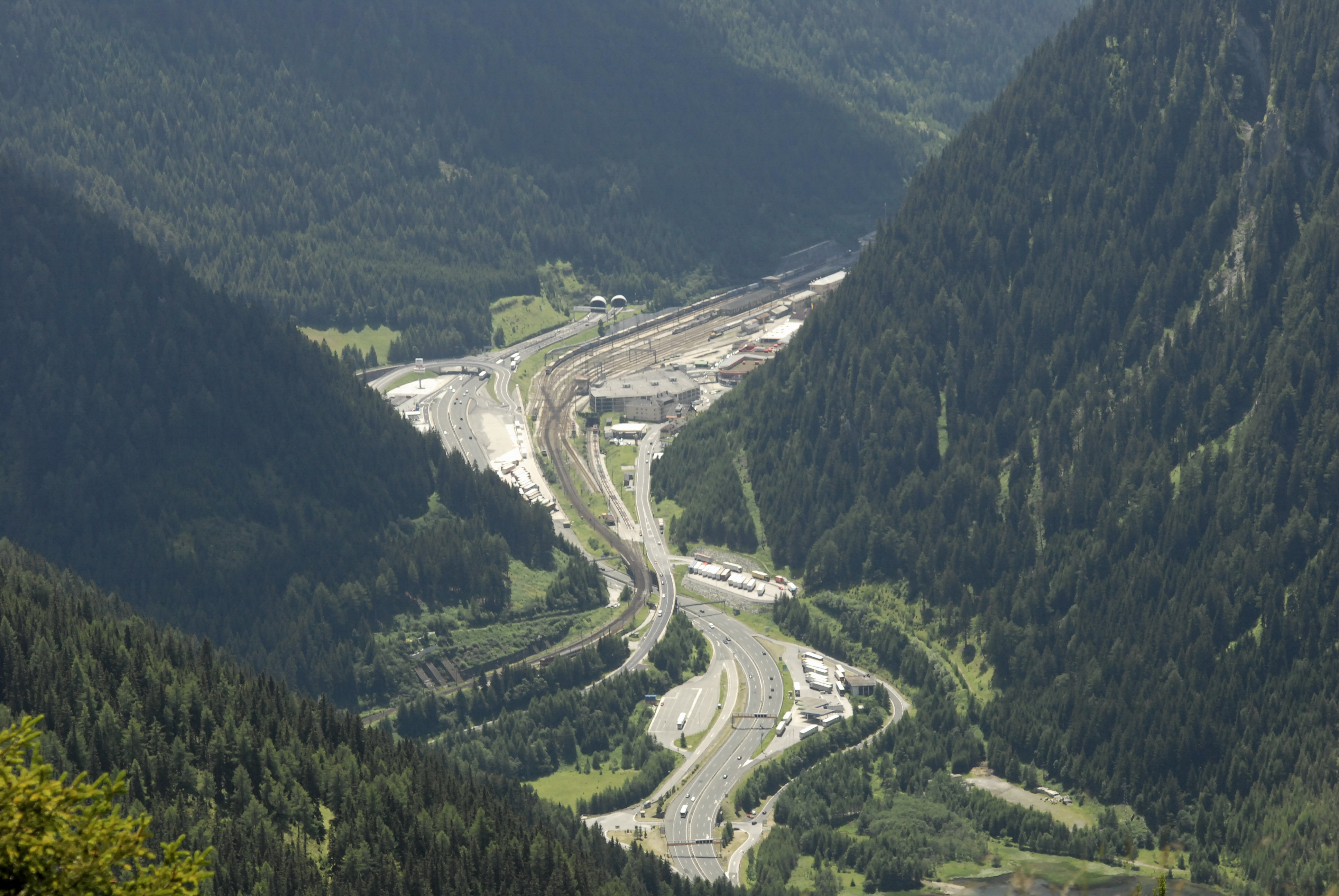
布伦纳山口（北侧）

早在1867年，跨越布伦纳山口、纵贯奥地利蒂罗尔州至意大利特伦蒂诺-上阿迪杰自治州的布伦纳铁路建成通车，成为连接德国等中欧国家通往意大利和地中海沿岸的重要铁路干线。该线路的最高海拔点为1370米，最大坡度达26‰，但沿途并未设有大型的穿山隧道。
在1956年举行的欧洲铁路客车运行图会议上，确定了将自1957年起在这条线路中开行由慕尼黑－米兰间的全欧快车（TEE）服务，并定名为“米迪奥拉姆号”，这是当时该线路中等级最高的跨境列车类别。而当欧城列车网络在1987年5月31日面世后，慕尼黑至意大利主要城市间也陆续开行了这一类别的列车。它们主要由德国联邦铁路（1994年后为德国铁路）和意大利国家铁路（2000年后为意大利铁路）合作运营，并根据根据当地特色的地理或历史名称进行命名，分别是2班运行于慕尼黑－维罗纳间的加尔达号（EC80/81次）和帕格尼尼号（EC82/83次）、1班运行于慕尼黑－罗马间的米开朗基罗号（EC84/85次）、1班运行于慕尼黑－威尼斯间的提埃坡罗号（EC86/87次）以及1班运行于慕尼黑－米兰间的列奥纳多·达芬奇号（EC88/89次，原米迪奥拉姆号）。

### 面世

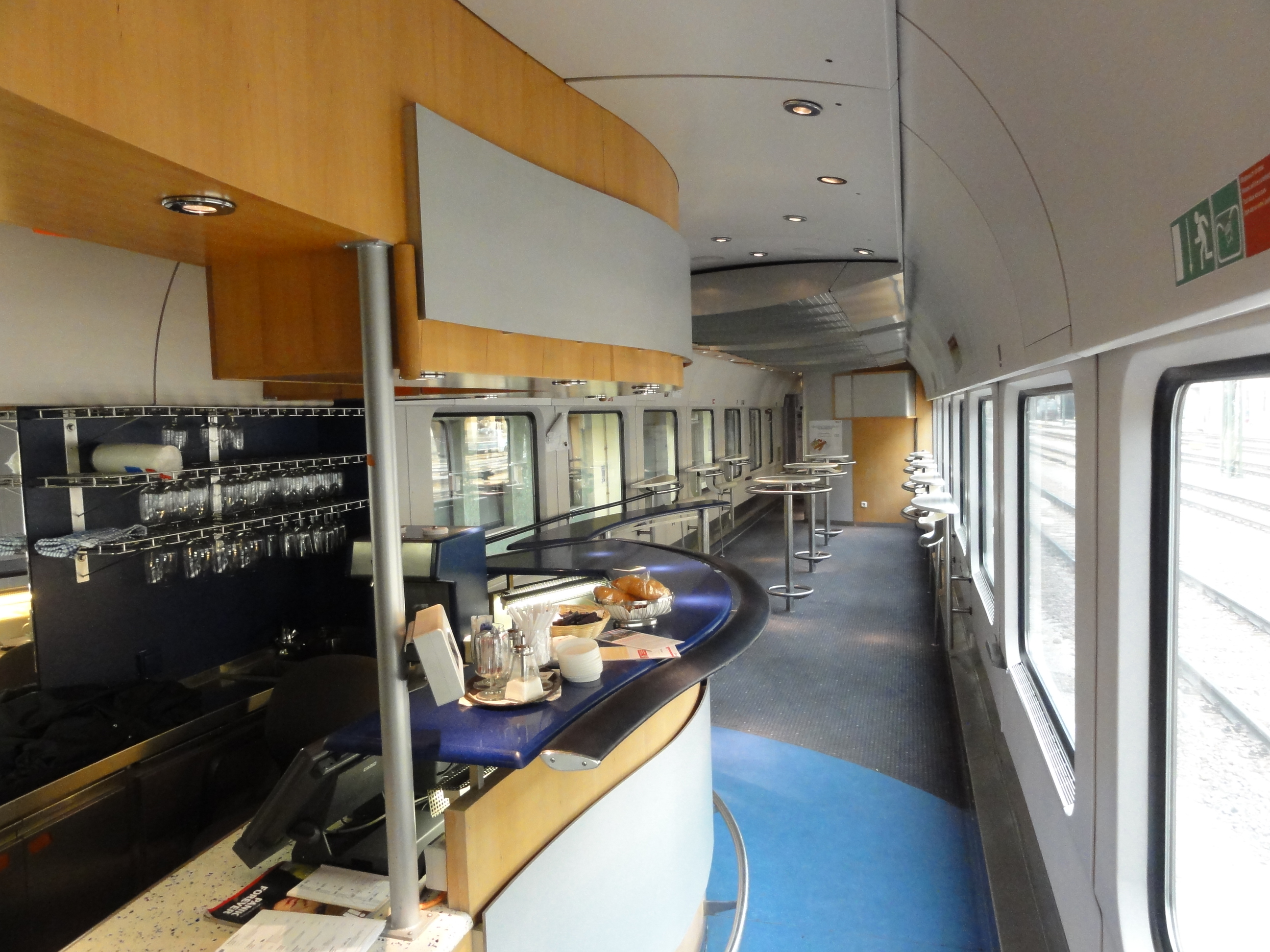
EC81次列车餐车内部

随着铁路机车车辆装备的日益更新，德国铁路及奥地利联邦铁路开始主张实施现代化、可靠性、安全性和高品质的服务标准。为了同样能够在意大利满足这一需求，两家铁路运营商决定在往返于德国、奥地利及意大利的欧城列车线路中共同提供自身的欧城列车车辆运营，并藉此取代原老化的意大利国家铁路车辆。新的机车车辆最早于2009年12月13日起实施的冬季运行图调整中被采纳，它的面世也使得原本在这一线路中运行的欧城列车班次的单独名称不再使用，而是统一使用德铁-奥铁欧城列车作为品牌名称。这些现代化的列车均配备多国语言服务及餐车，可根据旅客的饮食需求进行烹饪。此外，在一等车厢还会供应免费报刊及“座位餐饮”（Am Platz Service，即食物及饮品可根据旅客要求送到座位）服务。
同时，德铁-奥铁欧城列车也允许利用欧城列车的网络优势在意大利境内加挂国内回转车厢。对此，根据现行的法规，这部分国内回转服务需要由总部设在意大利的LeNord或Trenord公司负责运营。

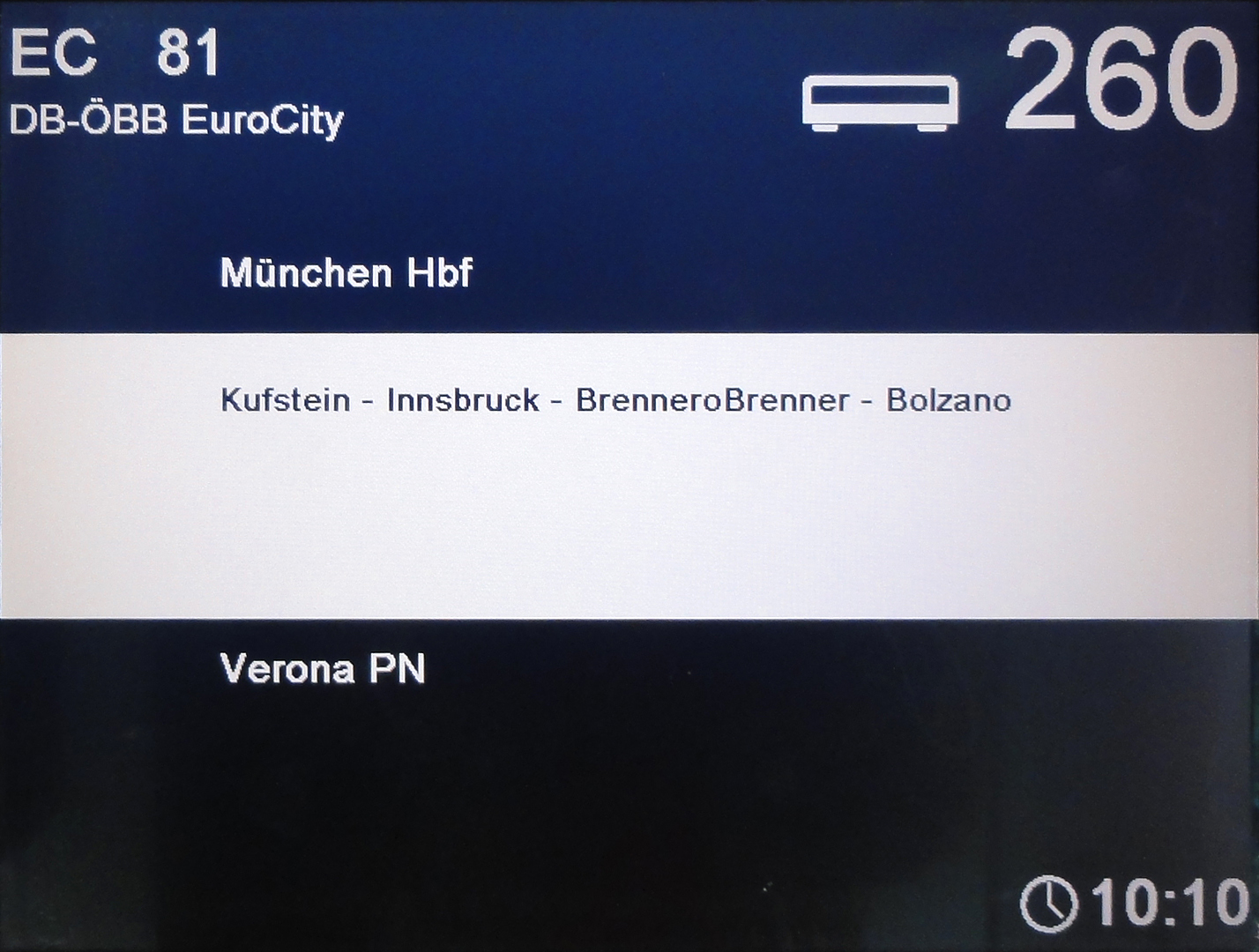
EC81次列车的液晶显示牌

| 车次  | 原名称                                     | 开行期 | 原路线                      | 新路线           |
| ----- | ------------------------------------------ | ------ | --------------------------- | ---------------- |
| 80/81 | 加德纳谷/格洛登谷 Val Gardena / Grödnertal | 2000–  | 慕尼黑－因斯布鲁克/波尔查诺 | 慕尼黑－波尔查诺 |
| 82/83 | 加尔达 Garda                               | 1991–  | 慕尼黑－波尔查诺            | 慕尼黑－维罗纳   |
| 84/85 | 米开朗基罗 Michelangelo                    | 1988–  | 慕尼黑－罗马                | 慕尼黑－博洛尼亚 |
| 86/87 | 提埃坡罗 Tiepolo                           | 1995–  | 慕尼黑－威尼斯              | 慕尼黑－维罗纳   |
| 88/89 | 列奥纳多·达芬奇 Leonardo da Vinci          | 1987–  | 慕尼黑－米兰                | 慕尼黑－维罗纳   |

### 意大利交通部门的介入

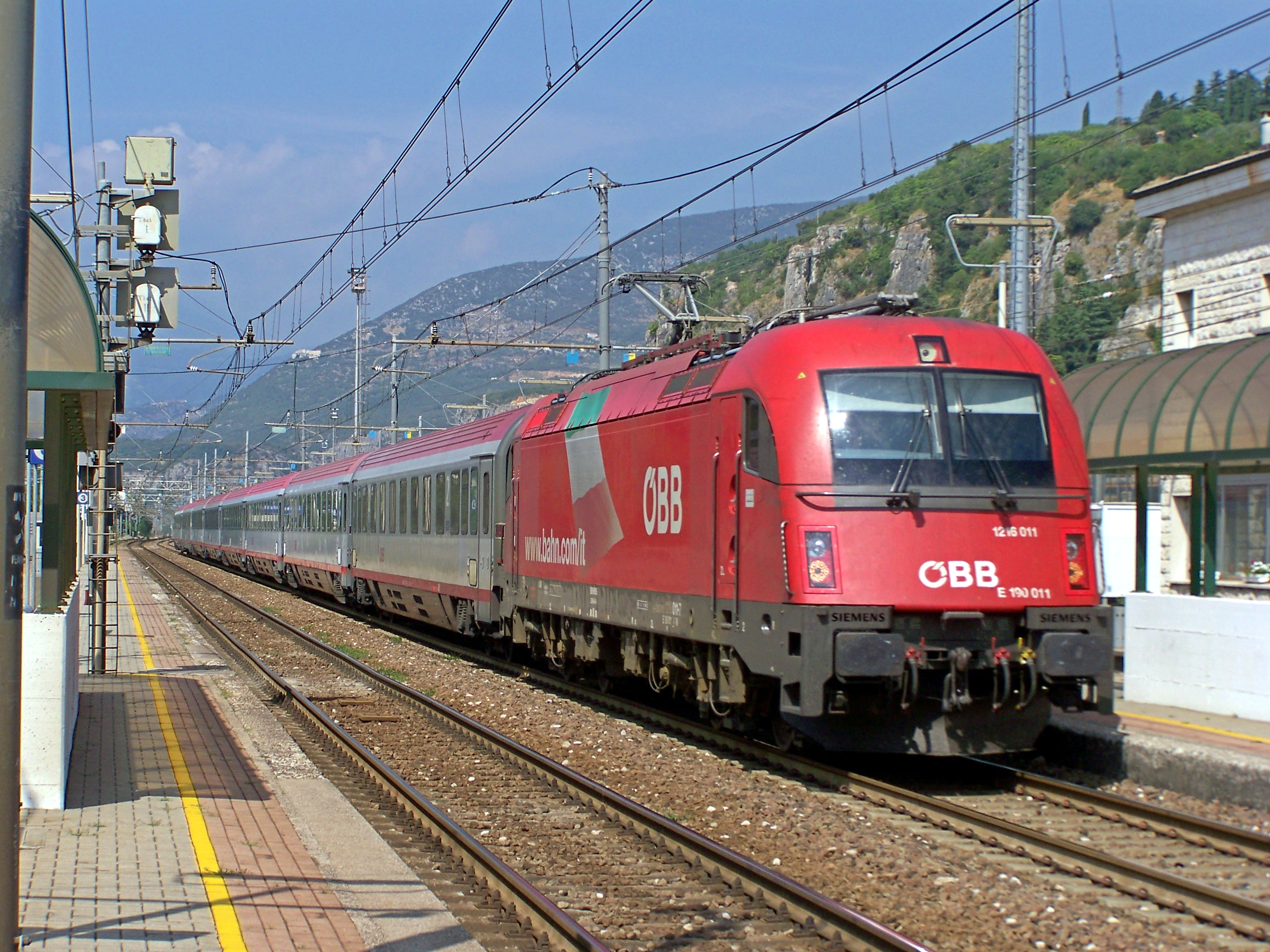
EC85次列车行驶于意大利境内

在2010年12月12日的运行图调整中，EC86/87次列车在意大利的始发／终到站由维罗纳延长至威尼斯。新的线路增加了梅斯特雷、帕多瓦和维琴察等经停站，应该如同其它欧城列车一样加挂国内回转车。然而，由于意大利基础设施和运输部的铁路规管办公室在列车延长运行前数天，即12月6日对LeNORD公司实施了禁制令，使得后者在新运行图实施时的国内回转服务全面陷入停顿。意大利基础设施和运输部认为，在欧城列车中开办国内服务会对意大利铁路在相同区间开办的列车服务造成经济影响，从而损害到其母公司意大利国家铁路的利益。而根据2009年7月23日颁布的第99号法案所赋予的权利，铁路规管办公室可以禁止开展国内服务，以维护意大利铁路在艾米利亚-罗马涅、伦巴第和威尼托大区以及特倫托和波爾扎諾自治省等地的权益。
由于三家私营铁路运营商对此求助于法律诉讼，意大利基础设施和运输部在2010年12月10日决定推迟在维罗纳/米兰/博洛尼亚－慕尼黑的线路中实施禁制令。因此在12月6日的决定中受到影响的仅有维罗纳－威尼斯区间的中间停站。而针对列车编组发生的变化，德国铁路在12月11日推出了新的列车时刻表，其中慕尼黑－米兰的EC88/89次列车也宣布放弃在维琴察的停站。至2011年2月17日，意大利基础设施和运输部考虑到上年12月10日作出的决定所带来的影响，决定暂时终止禁制令，直到对在此期间所牵涉的铁路运营商完成进一步评估后再采取新的措施。在对列车车底进行重新评估后，铁路规管办公室决定撤销上年12月的决定，但是仍然要求禁售德铁-奥铁欧城列车在威尼托及艾米利亚-罗马涅地区的国内运行车票。后一项措施则影响了自2011年12月12日起生效的德铁-奥铁欧城列车新编组及新的列车时刻表.。
在LeNORD与Trenord合并后，自2011年5月起，意大利境内欧城列车的业务均交由后者运营。在同年12月11日起实施的运行图调整中，Trenord取消了德铁-奥铁欧城列车在米兰的始发及终到，同时增加了梅斯特雷和维琴察停站，并在维罗纳－慕尼黑的班次中加挂了1节行李车和2节带有单车停车位的车厢。

### 未来
在未来的计划中，德铁-奥铁欧城列车将全数被锐捷列车（RJ）取代。而在欧盟的全欧交通网络的架构中，柏林－慕尼黑－维罗纳－那不勒斯－巴勒莫的铁路轴线将自2015年起进行全面改造。其中穿越布伦纳山口的布伦纳基线隧道作为该轴线的组成部分，已在2008年开始兴建。随着奥地利境内新造的高速铁路新下因河河谷铁路逐步贯通（昆德尔－鲍姆基兴段已在2012年通车），预计未来在慕尼黑－因斯布鲁克间的列车运行时间将由1小时50分缩减至1小时内，慕尼黑－维罗纳间也将由5小时20分大幅缩减至2小时20分。

## 时刻表
以下为德铁-奥铁欧城列车在2014年的运行时刻表：
| 南行  | 南行   | 南行  | 南行  | 南行  | 南行  | 南行  | 南行 | 停靠站             | 北行 | 北行  | 北行  | 北行  | 北行  | 北行  | 北行  | 北行   |
| 81次  | 1289次 | 85次  | 87次  | 89次  | 83次  | 189次 | 里程 | 停靠站             | 里程 | 82次  | 88次  | 80次  | 84次  | 86次  | 188次 | 1288次 |
| ----- | ------ | ----- | ----- | ----- | ----- | ----- | ---- | ------------------ | ---- | ----- | ----- | ----- | ----- | ----- | ----- | ------ |
| 07:38 | 07:38  | 09:38 | 11:38 | 13:38 | 15:38 | 17:38 | 0    | 慕尼黑（中央）     | 565  | 12:21 | 14:21 | 16:24 | 18:21 | 20:21 | 22:21 | 22:21  |
| 07:47 | 07:47  | 09:47 | 11:47 | 13:47 | 15:47 | 17:47 | 10   | 慕尼黑（东站）     | 555  | 12:10 | 14:10 | 16:10 | 18:10 | 20:10 | 22:10 | 22:10  |
| 08:19 | 08:19  | 10:19 | 12:19 | 14:19 | 16:19 | 18:19 | 65   | 罗森海姆           | 500  | 11:41 | 13:39 | 15:39 | 17:39 | 19:39 | 21:39 | 21:39  |
| 08:41 | 08:41  | 10:41 | 12:41 | 14:41 | 16:41 | 18:41 | 99   | 库夫施泰因         | 466  | 11:20 | 13:18 | 15:18 | 17:18 | 19:18 | 21:18 | 21:18  |
| 08:51 | 08:51  | 10:51 | 12:51 | 14:51 | 16:51 | 18:51 | 113  | 沃格尔             | 452  | 11:10 | 13:08 | 15:08 | 17:08 | 19:08 | 21:08 | 21:08  |
| 09:06 | 09:06  | 11:06 | 13:06 | 15:06 | 17:06 | 19:06 | 138  | 延巴赫             | 427  | 10:55 | 12:53 | 14:53 | 16:53 | 18:53 | 20:53 | 20:53  |
| 09:27 | 09:27  | 11:27 | 13:27 | 15:27 | 17:27 | 19:23 | 173  | 因斯布鲁克         | 392  | 10:36 | 12:32 | 14:32 | 16:32 | 18:32 | 20:32 | 20:32  |
| 10:02 | 10:02  | 12:02 | 14:02 | 16:02 | 18:02 | —     | 210  | 布伦内罗           | 355  | —     | 12:00 | 14:00 | 16:00 | 18:00 | 20:00 | 20:00  |
| 10:44 | 10:41  | 12:44 | 14:44 | 16:44 | 18:44 | —     | 251  | 福尔泰扎           | 314  | —     | 11:15 | 13:15 | 15:15 | 17:15 | 19:15 | 19:15  |
| 10:55 | 10:50  | 12:55 | 14:55 | 16:55 | 18:55 | —     | 261  | 布雷萨诺内         | 304  | —     | 11:04 | 13:04 | 15:04 | 17:04 | 19:04 | 19:04  |
| 11:27 | 11:17  | 13:27 | 15:27 | 17:27 | 19:27 | —     | 300  | 波尔查诺           | 265  | —     | 10:34 | 12:34 | 14:34 | 16:34 | 18:34 | 18:34  |
| 12:02 | 11:50  | 14:02 | 16:02 | 18:02 | 20:02 | —     | 355  | 特伦托             | 210  | —     | 09:59 | 11:59 | 13:59 | 15:59 | 17:59 | 17:59  |
| 12:17 | ↓      | 14:17 | 16:17 | 18:17 | 20:17 | —     | 379  | 罗韦雷托           | 186  | —     | 09:43 | 11:43 | 13:43 | 15:43 | 17:43 | 17:43  |
| 12:56 | 12:39  | 14:58 | 16:57 | 18:58 | 20:56 | —     | 446  | 维罗纳             | 119  | —     | 09:04 | 11:02 | 13:04 | 15:02 | 17:02 | 17:02  |
| 14:07 | ↓      | 16:20 | ↓     | —     | —     | —     | 561  | 博洛尼亚           | 197  | —     | —     | —     | 11:52 | ↑     | 15:52 | ↑      |
| —     | 13:26  | —     | 17:41 | —     | —     | —     | 528  | 帕多瓦             | 37   | —     | —     | —     | —     | 14:07 | —     | 16:18  |
| —     | 13:44  | —     | 17:58 | —     | —     | —     | 557  | 威尼斯（梅斯特雷） | 8    | —     | —     | —     | —     | 13:47 | —     | 16:02  |
| —     | 13:56  | —     | 18:10 | —     | —     | —     | 565  | 威尼斯（圣卢西亚） | 0    | —     | —     | —     | —     | 13:35 | —     | 15:50  |

注：EC81/188次仅在周一至周五运行，EC1289/1288次仅在周末运行。

## 使用车辆

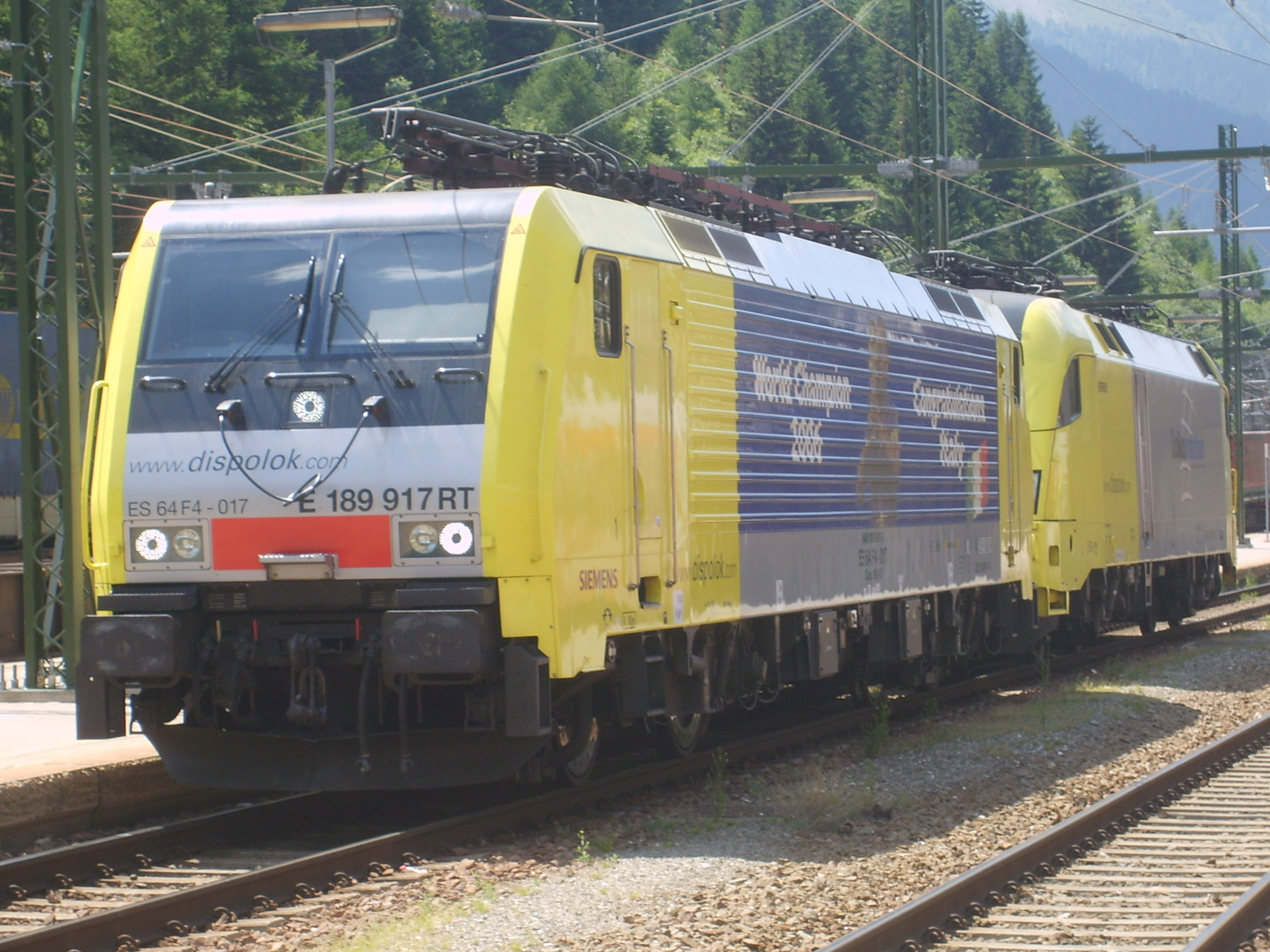
停靠于布伦内罗的E.189型机车

德铁-奥铁欧城列车主要使用奥地利联邦铁路提供的单台铁路机车牵引Eurofima型车厢。在某些线路中，特别是慕尼黑－米兰的EC88/89次以及慕尼黑－威尼斯的EC86/87次列车中，则会使用部分奥地利联邦铁路车厢、部分使用德国铁路车厢的混合编组。后者会向编组中增加一等座车、二等座车及餐车。
由于德国及奥地利的铁路电压制式为15千伏16⅔赫兹交流电，而意大利境内则是3,000伏直流电，为了避免列车在穿越布伦纳山口时更换机车，德铁-奥铁欧城列车主要使用多电压制式的电力机车牵引，它们在运营初期使用租借自北方货运的E.190型电力机车，自2010年5月22日起，则逐渐被奥地利联邦铁路的1216型“金牛座”电力机车所取代，后者在意大利被定型为E.190型，并已通过认证可按160公里/小时的最高速度运行。